# Sakai (Fukui)
Sakai (jap. 坂井市 Sakai-shi) – miasto w Japonii, w prefekturze Fukui, na wyspie Honsiu.

## Położenie
Miasto leży na północy prefektury nad Morzem Japońskim. Graniczy z miastami:
- Awara
- Fukui
- Katsuyama

oraz miasteczkiem Eiheiji, w prefekturze Ishikawa:
- Kaga

## Historia
Miasto powstało 20 marca 2006 roku z połączenia miasteczek: Sakai Harue, Maruoka i Mikuni.